# مارمولک شاخ‌کوتاه بیابانی
مارمولک شاخ‌کوتاه بیابانی (نام علمی: Phrynosoma ornatissimum)، یک گونه مارمولک شاخ‌دار بومی کانادا و ایالات متحده است.